# Prasinocyma tryphera
Prasinocyma tryphera là một loài bướm đêm trong họ Geometridae.